# Махаз
Махаз (от финик. , в буквален превод – пазител на пазара) е публична длъжност във финикийските градове държави, както и в пунически Картаген.
Римските автори наричат по аналогия махазите – едили, явно с оглед на сходството във функциите които изпълняват.